# Frankfort (hrabstwo Herkimer)
Frankfort – wieś w Stanach Zjednoczonych, w stanie Nowy Jork, w hrabstwie Herkimer.